# 塔帕鲁巴
塔帕鲁巴是巴西米纳斯吉拉斯州的一个市镇。总面积190.801平方公里，总人口3243人，人口密度17人/平方公里。